# Chin-aehaneun pansanimkke
Chin-aehaneun pansanimkke (친애하는 판사님께?), nota anche con il titolo internazionale Your Honor, è una serie televisiva sudcoreana trasmessa su SBS TV dal 25 luglio al 20 settembre 2018.

## Trama
Pur essendo gemelli, Kang-ho e Soo-ho hanno avuto due esistenze del tutto all'opposto: il primo è diventato un criminale finito cinque volte in prigione, il secondo un giudice estremamente facoltoso. Quando Soo-ho misteriosamente scompare, Kang-ho pensa di sfruttare la situazione per prendere il posto del fratello e, al tempo stesso, cercare di capire cosa possa essergli successo.